# Теменос (Грчка)
Теменос (грч. Τέμενος) је насељено место у општини Паранести у периферији Источна Македонија и Тракија, Грчка. Према попису из 2021. године било је 10 становника.
Теменос је 1920. године имао 96 житеља Турака. Године 1923. турско становништво је принудно исељенo у Турску а на њихово место је насељено 27 грчких избегличких породица, којих је на попису из 1928. године било 119. Село се раније звало Џами Махала.